# Döbeln
Döbeln est une ville de Saxe (Allemagne), située dans l'arrondissement de Saxe centrale, dans le district de Chemnitz.

## Géographie
La ville se situe dans un environnement de collines et dans la vallée de la Freiberger Mulde. Elle se compose de plusieurs quartiers :

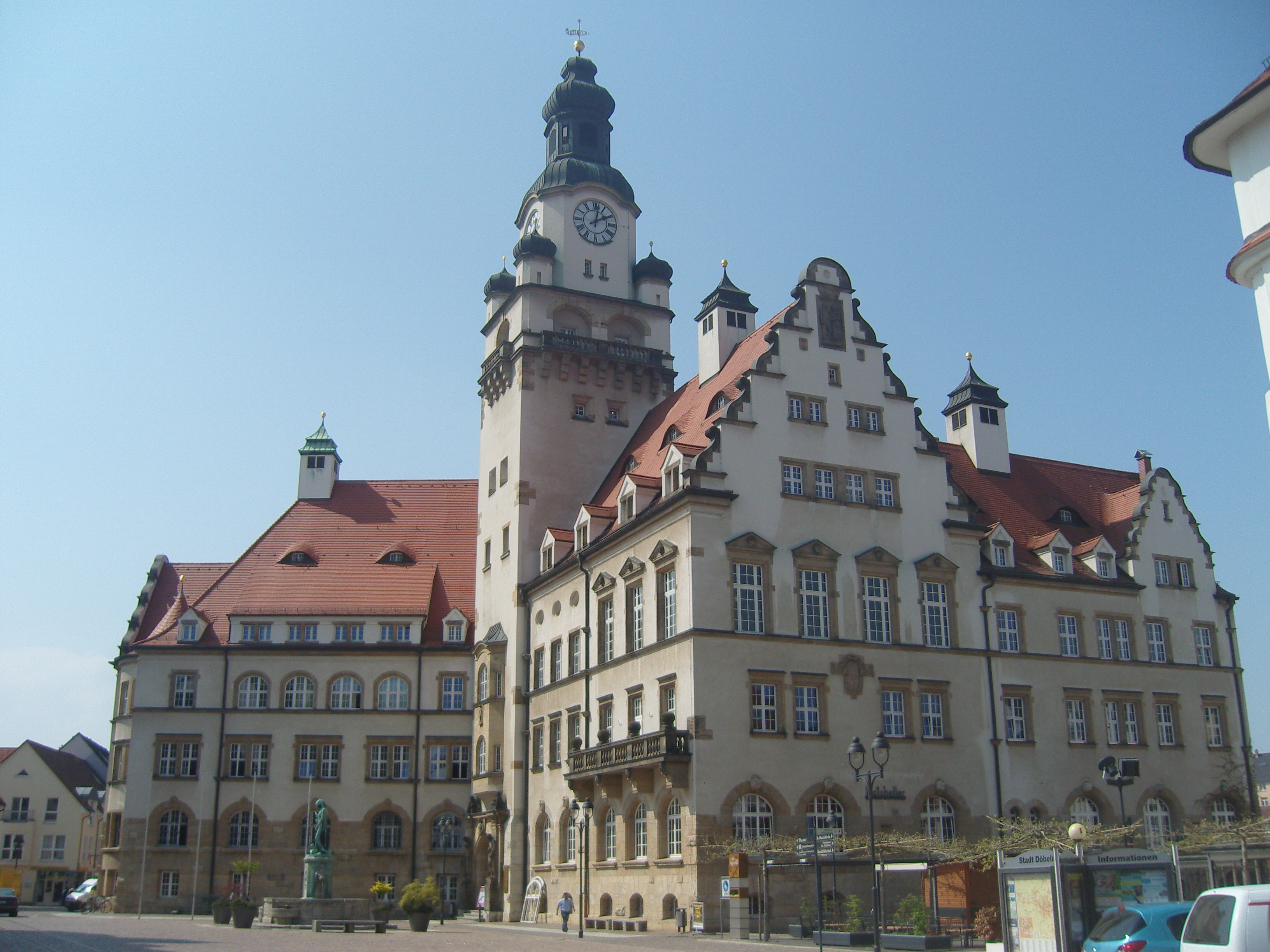
L'hôtel de ville.

- Möckwitz
- Technitz
- Keuern
- Masten
- Kleinbauchlitz
- Großbauchlitz
- Gärtitz
- Pommlitz
- Zschäschütz
- Zschackwitz
- Bormitz
- Sörmitz
- Oberranschütz
- Greußnig
- Hermsdorf
- Ebersbach
- Neugreußnig
- Mannsdorf
- Neudorf.

## Histoire
La ville a dû être créée sous la protection du château de Schlossberg vers 1200. Elle a été le cadre de combats lors de la Guerre de Sept Ans entre Prussiens mené par Henri de Prusse (1726-1802) et Autrichiens. L'hôtel de ville fut construit en 1912. À l'intérieur, il y a un musée qui contient le symbole de Döbeln : Das Riesen Stiefel (« la Botte »). La ville est sortie presque indemne de la Seconde Guerre mondiale, mais fut gravement inondée en août 2002.

## Monuments
Döbeln se distingue par les belles maisons bourgeoises du centre-ville, qui ont été restaurées. L'hôtel de ville, sur le haut-marché, date de 1912. On peut voir les ruines du château fort, le Schloßberg, sur l'île de la Mulde, et visiter l'église Saint-Nicolas du gothique flamboyant avec son maître-autel et sa statue du Christ, dont les débuts remontent à 1230.
Parmi les édifices modernes, il faut signaler la Rotonde (Rotunda-Bau ou Kuppelbau), au bout de la Burgstrasse, construite en 1937-38 pour les marqueteries Johannes Groszfusz sur des plans de l'architecte fonctionnaliste Wilhelm Kreis , justement célèbre pour la clarté de ses lignes. Sur les collines du Staupitzberg bordant la ville de Döbeln, un observatoire des années 1900, la Holländerturm, a été classé au patrimoine. Cette tour haute d'une trentaine de mètres doit son nom au moulin à vent qui se dressait auparavant à son emplacement. Près de l'ancien cimetière, sur la Dresdner Strasse (B 175), il y a une borne milliaire posée entre 1859 et 1865.
En 2001, la ville a confié à Vinzenz Wanitschke la réalisation d'un jet d'eau, la « fontaine des bottiers » (photo ci-dessous) dont la base représente une botte géante, haute de 4,60 m : elle rend hommage à la cordonnerie, qui faisait la réputation de la ville.

## Personnalités liées à la ville
- Erich Heckel (1883-1970), peintre expressionniste, né à Döbeln.
- Sven Liebhauser (1981-), maire de Döbeln.

## Jumelages
La ville de Döbeln est jumelée avec :
- Unna (Allemagne)
- Heidenheim an der Brenz (Allemagne)
- Vyškov (Tchéquie)
- Givors (France)

## Images

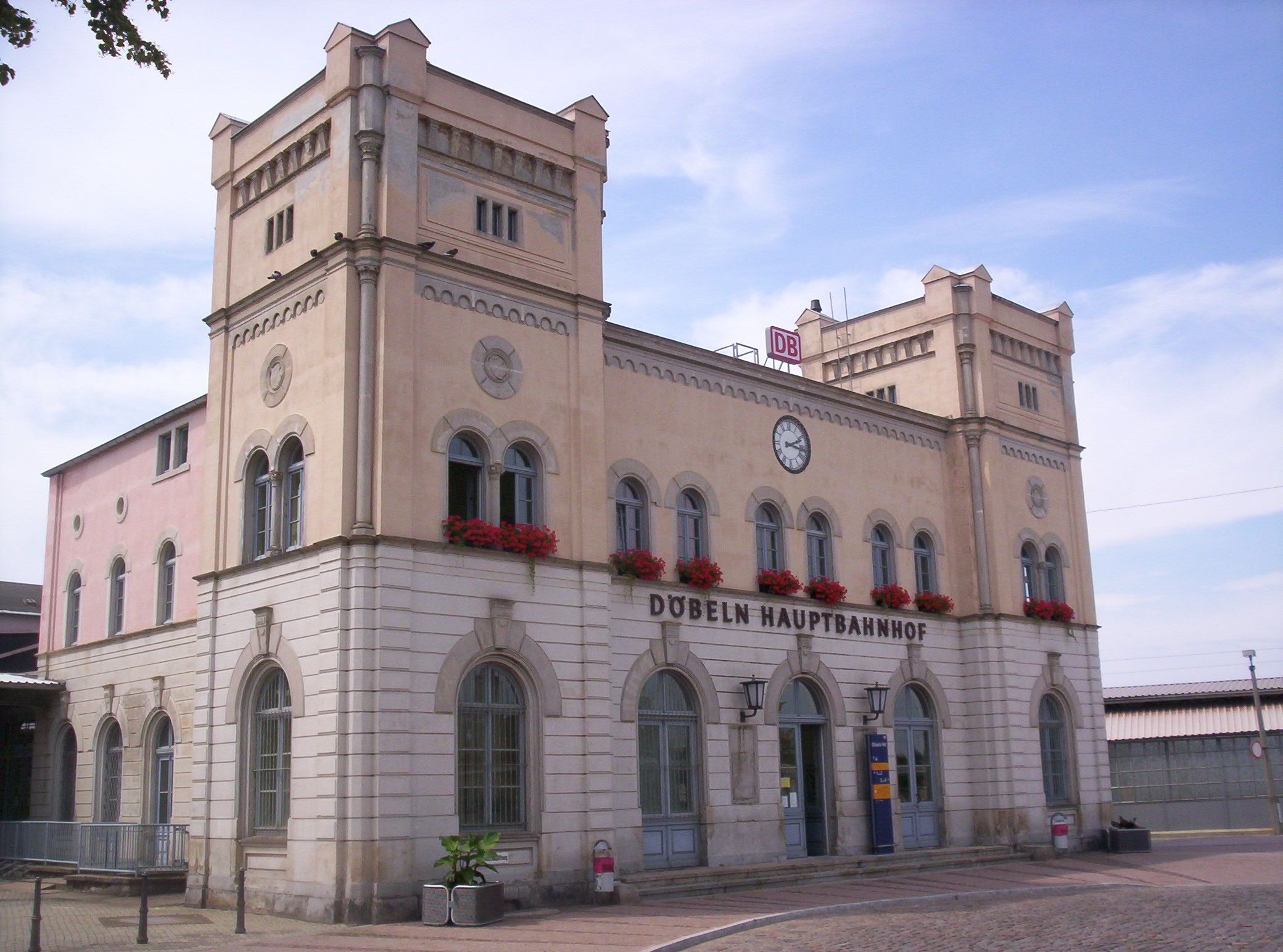
La gare centrale.
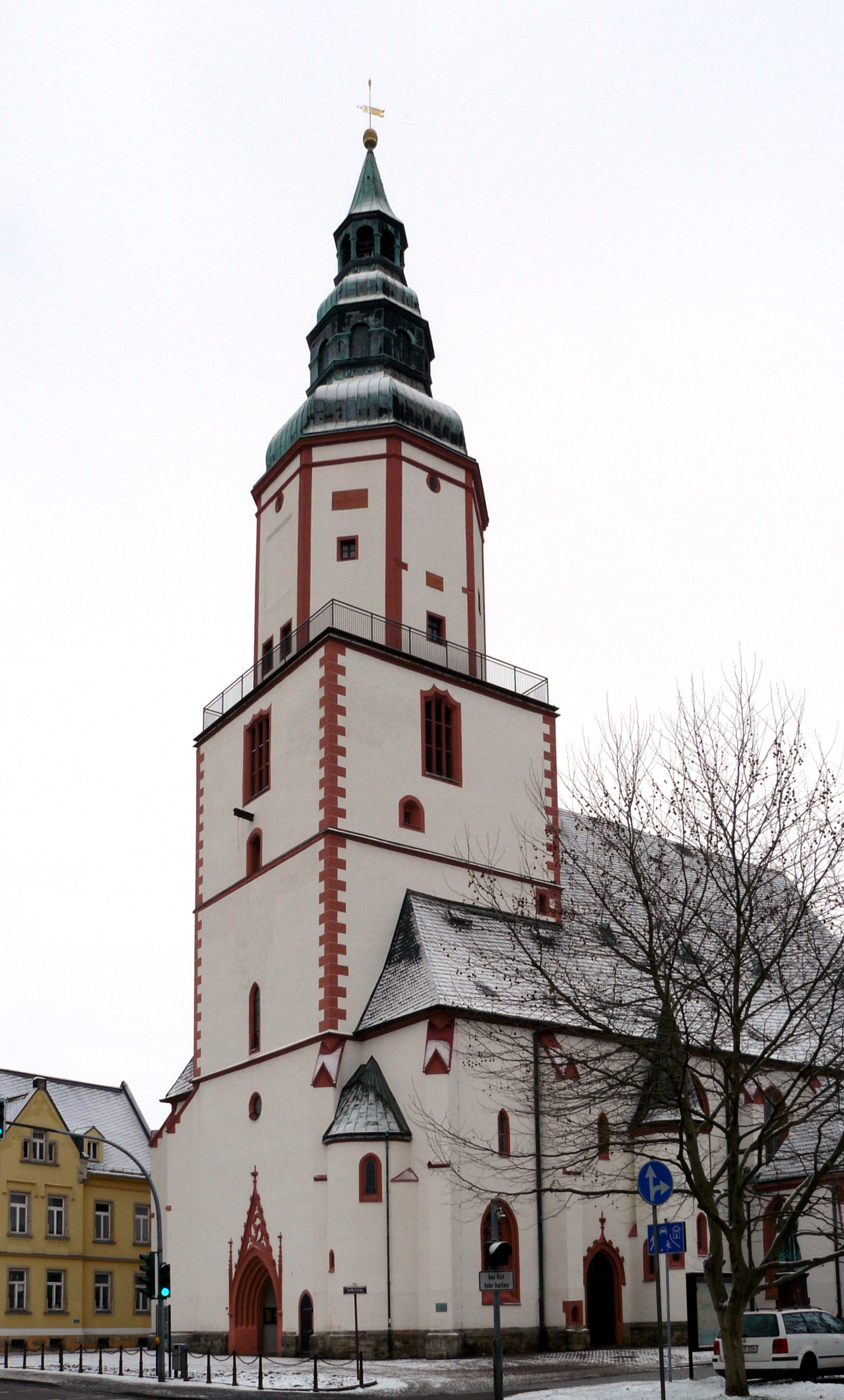
L'église Saint-Nicolas.
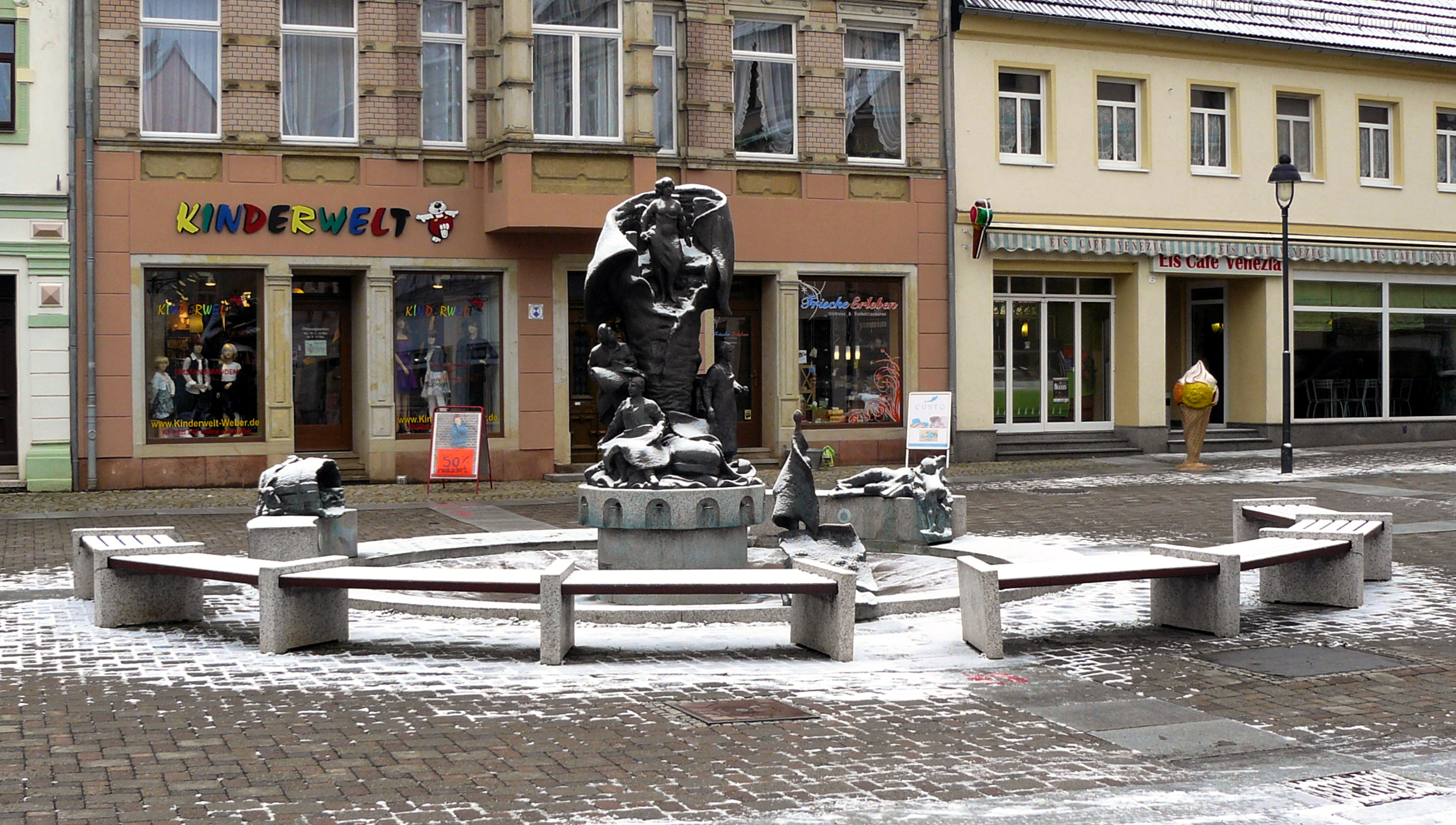
La fontaine des bottiers.
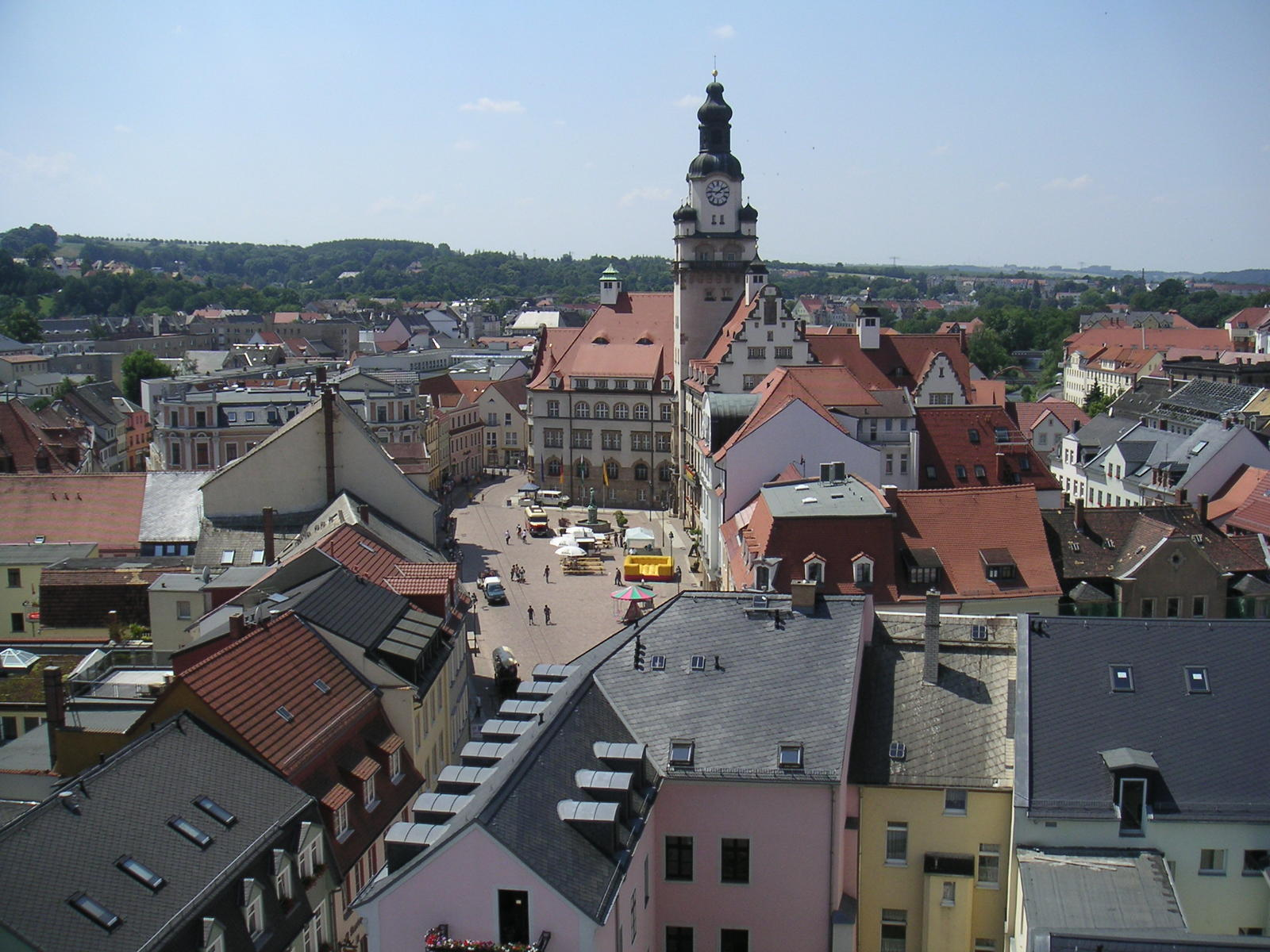
Mairie et place du marché.